# Jim Svenøy
Jim Svenøy (Noruega, 22 de abril de 1972) es un atleta noruego retirado especializado en la prueba de 3000 m obstáculos, en la que ha conseguido ser medallista de bronce europeo en 1998.

## Carrera deportiva
En el Campeonato Europeo de Atletismo de 1998 ganó la medalla de bronce en los 3000 m obstáculos, recorriéndolos en un tiempo de 8:18.97 segundos, llegando a meta tras el alemán Damian Kallabis y el italiano Alessandro Lambruschini (plata con 8:16.70 s).